# What Happened to Mary?
What Happened to Mary? è un serial muto del 1912 diretto da Charles Brabin. Viene considerato il primo serial girato negli Stati Uniti. Ne venne prodotto un sequel, sempre interpretato da Mary Fuller, un serial in sei episodi dal titolo Who Will Marry Mary?.

## Trama
Il serial narra delle vicende di una giovane donna alle prese con il patrigno e un'infanzia difficile.

## Produzione
Il serial fu prodotto dalla Edison Company e McClure Publishing Co.

### Cast
- James Smith, che interpreta l'impresario, in realtà era un montatore e, come attore, girò solo due film. Era uno dei montatori preferiti di David W. Griffith.

## Distribuzione
Distribuito dalla General Film Company, il serial uscì nelle sale cinematografiche degli Stati Uniti il 26 luglio 1912. I dodici episodi in cui era articolato, venivano presentati in sala programmati in modo da seguire l'uscita del racconto omonimo che veniva pubblicato a puntate dal McClure's The Ladies' World.

### Uscita degli episodi
1. The Escape from Bondage, regia di Ashley Miller - 26 luglio 1912
2. Alone in New York - 27 agosto 1912
3. Mary in Stageland - 27 settembre 1912
4. The Affair at Raynor's - 25 ottobre 1912
5. A Letter to the Princess - 22 novembre 1912
6. A Clue to Her Parentage - 27 dicembre 1912
7. False to Their Trust - 24 gennaio 1913
8. A Will and a Way - 28 febbraio 1913
9. A Way to the Underworld - 28 marzo 1913
10. The High Tide of Misfortune - 25 aprile 1913
11. A Race to New York, regia di Charles J. Brabin
12. Fortune Smiles - 27 giugno 1913